# Queso de Tafí
Es un tipo de quesos de la provincia de Tucumán, Argentina. Su nombre deriva a su elaboración en Tafí del Valle (Departamento de la provincia de Tucumán)

## Historia
Se comenzó su elaboración en el siglo XVIII a partir de la llegada de los jesuitas quienes enseñaron ganadería ovina, caprina y vacuna y la industria láctea a los indígenas del lugar, lo que hace que este peculiar queso regional sea declarado Patrimonio Gastronómico Nacional.

## Características
En un queso influyen diferentes factores; Entre ellos la humedad, el clima, las bacterias agregadas, la alimentación de la vaca, cabra u oveja, la sal agregada, etc.)
La reunión de estas características hace a un queso único: el Queso del Tafí. Normalmente estas características son: blando[cita requerida], de sabor algo ácido como el queso de cabra aunque delicioso. Es artesanal pero aunque tiene fama desde tiempos coloniales, aún es difícil encontrarlo en el mercado industrial. Todas estas características son variables: al ser algo tan regional, hace que existan diversas recetas de él, en secreto, trasmitidas de generación en generación.

## Para comprarlo
Históricamente hablando se recomienda comprar siempre el artesanal (aunque todavía no se encuentra en el mercado un queso del Tafí industrial) Se lo consigue en diferentes estancias de la zona aunque las más sugeridas son las de Tafí del Valle, San Pedro de Colalao y Raco.